# Amira Hass
Amira Hass (Jerusalén, 28 de junio de 1956) es una periodista y escritora israelí conocida principalmente por sus artículos en el diario Haaretz. Ha obtenido un especial reconocimiento por su información en torno a asuntos relativos a los palestinos tanto en Cisjordania como en la Franja de Gaza, donde ha vivido parte de su vida.

## Biografía
Amira Hass es hija única de dos supervivientes del Holocausto. Su madre, Hannah, una judía sefardí original de Sarajevo, luchó con los partisanos de Tito y sobrevivió nueve meses en el campo de concentración de Bergen-Belsen, mientras que su padre Avraham fue un judío asquenazí de origen rumano que pasó cuatro años en el gueto de Transnitria. Ambos emigraron a Jerusalén, pero rechazaron una casa que les ofrecieron alegando que "no podemos coger la casa de otros refugiados", en referencia a los palestinos que tuvieron que huir o fueron expulsados tras creación del Estado de Israel. Hass nació en Jerusalén y estudió en la Universidad Hebrea de dicha ciudad, especializándose en Nazismo y en la relación de la izquierda europea con el Holocausto. Al comienzo de su carrera viajó ampliamente y trabajó en diversos empleos, como profesora o limpiadora.
Durante la década de los ochenta, Amira Hass vivió unos años en Ámsterdam, donde contrajo matrimonio. Adquirió fluidez con el lenguaje neerlandés y se relacionó con varios grupos izquierdistas, feministas y de judíos disidentes. Su matrimonio terminó en ruptura y Hass volvió a Israel, pasando a trabajar como profesora.
Hasta 1989, Hass escribió esporádicamente para revistas izquierdistas de poca tirada, permaneciendo por lo general desconocida para el gran público. Su carrera periodística tomó un impulso dicho año gracias a la Revolución Rumana; Haaretz buscaba un corresponsal urgentemente y los orígenes parcialmente rumanos de Hass, así como un cierto dominio de la lengua rumana y una plena disponibilidad le abrieron las puertas de este trabajo cuando apenas llevaba tres meses trabajando en el diario. Sus reportajes en profundidad sobre la situación en Rumanía adquirieron notoriedad y le ganaron un puesto como editora de Haaretz.
En 1990 se unió a un grupo israelí que ayudaba a los trabajadores palestinos que eran engañados por sus empleadores israelíes. Frustrada por lo que ella consideraba una deficiente cobertura de la Primera Intifada por parte de los medios israelíes, Amira Hass se trasladó a los territorios palestinos en 1991 y comenzó a realizar sus reportajes desde allí. En diciembre de 1993 se instaló en Gaza y desde 1997 vive en Ramala, Cisjordania, convirtiéndose en la primera y única periodista israelí residente en Palestina. En más de una ocasión ha expresado su opinión de que "igual que se debería informar de Inglaterra desde Londres o de Francia desde París, los reportajes sobre Palestina deberían ser desde Palestina".
Sus reportajes tienden a simpatizar con el punto de vista palestino y a ser críticos con las políticas del gobierno israelí hacia los palestinos. Sin embargo, durante los años de la Segunda Intifada, Hass publicó varios artículos sumamente críticos con el caos y el desorden causados por las milicias asociadas al partido Fatah de Yasser Arafat, así como sobre la sangrienta guerra librada por distintas facciones palestinas en Nablus.
Sus reportajes y su asunción de opiniones que van contra las posturas oficiales tanto de israelíes como de palestinos ha llevado a Hass a sufrir numerosos ataques verbales y a enfrentarse a la oposición tanto de las autoridades israelíes como de las palestinas. En 2006 comparó las políticas israelíes con la población palestina con las políticas sudafricanas durante el apartheid, afirmando que "los palestinos, como pueblo, se encuentran divididos en subgrupos, algo que es también reminiscente de la Sudáfrica del Apartheid".
En septiembre de 2014, Amira Hass asistió a una conferencia en la Universidad de Birzeit organizada por la Fundación Rosa Luxemburgo y el Centro para el Desarrollo de Estudios de la universidad. Sin embargo, una vez allí, dos ponentes le pidieron que se fuese esgrimiendo una norma de la universidad que prohibía la presencia de israelíes (algo que ella entendió como israelíes judíos). La universidad emitió posteriormente un comunicado afirmando que "la administración no tiene nada contra la presencia de la periodista Hass".

## Opiniones políticas

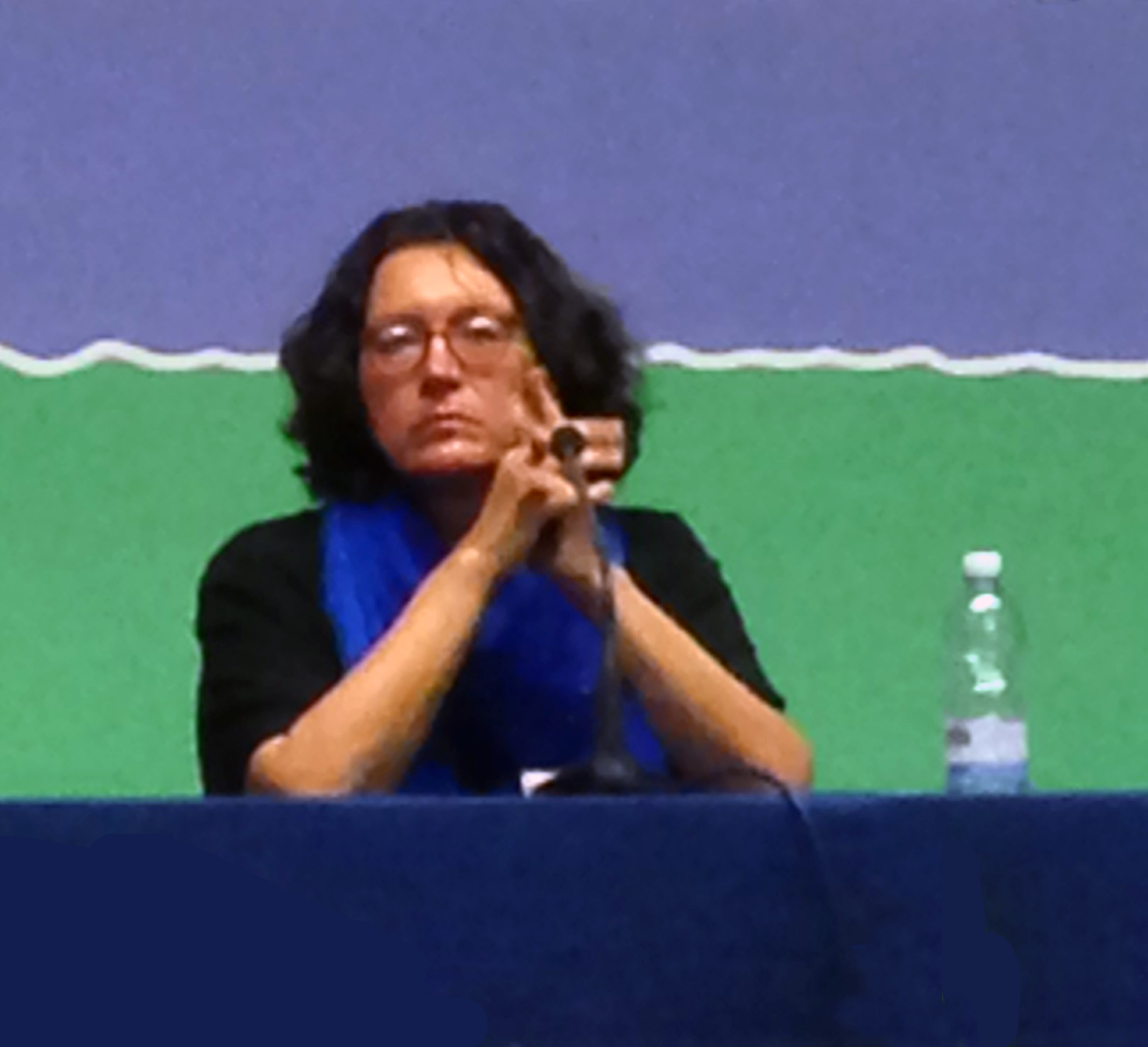
Amira Hass en Turín (2014)

Hass se autodefine como izquierdista. En 2011 se unió a una reedición de la Flotilla de la Libertad que intentó llegar a Gaza. En un discurso en Vancouver, a la pregunta de si puede haber esperanza de futuro para la región, Hass respondió: "solo si seguimos construyendo un movimiento binacional contra el apartheid israelí".
En abril de 2013, Hass escribió un polémico artículo en Haaretz en el que defendía el lanzamiento de piedras por parte de los palestinos, calificándolo de "derecho natural y deber de cualquiera que esté sujeto a la dominación extranjera". El artículo recibió críticas por parte de Yossi Beilin y Adva Biton, cuya hija de tres años había resultado herida grave por la pedrada de un palestino, mientras que el consejo de asentamientos israelíes presentó una denuncia contra ella por apología de la violencia.

## Obra
Desde allí ha trabajado como corresponsal del periódico israelí Haaretz, para el que ha escrito sobre la ocupación israelí y la sociedad palestina desde 1991. Es autora del libro Crónicas de Ramala (2005), testigo excepcional de la realidad en los territorios ocupados, que ha sido traducido a cinco idiomas. También ha publicado Drinking the Sea at Gaza (2015) y Domani andra peggio (2004), una recopilación de las columnas que escribe para el semanario italiano Internazionale.

## Premios
Amira Hass recibió en el año 2000 el premio World Press Freedom Hero, concedido por el International Press Institute. El 27 de junio de 2001 recibió el Premio Paloma Dorada de la Paz de la organización Archivo Disarmo, radicada en Roma.
Un año después, en 2002, recibió el Premio Príncipe Claus a cargo del Fondo Príncipe Claus, una organización holandesa promotora de la cultura y el desarrollo. Ese mismo año también ganó el Premio Bruno Kreisky por Servicios en pro de los Derechos Humanos, seguido del Premio Mundial de la Libertad de Prensa Unesco - Guillermo Cano en 2003. En la entrega de este premio, el director general de UNESCO, Koïchiro Matsuura, afirmó "Amira Hass ha estado mostrando un sobresaliente compromiso e independencia profesional, así como un gran coraje personal, en la última década. Si la paz llega finalmente a establecerse entre israelíes y palestinos lo será gracias a personas como Hass, que son capaces de mirar a los hechos y entenderlos". En 2004 ganó el premio inaugural del Anna Lindh Memorial Fund.
En septiembre de 2009 compartió con Alper Görmüs el Premio Internacional Hrant Dink. Apenas un mes después, el 20 de octubre de 2009, recibió el Premio a la Trayectoria Profesional de la International Women's Media Foundation. A finales de ese mismo año recibió el Premio a la Libertad de Prensa de Reporteros sin Fronteras "por sus reportajes independientes y honestos desde la Franja de Gaza para el diario israelí Haaretz durante la Operación Plomo Fundido, la ofensiva que Israel desencadenó contra ese territorio entre el 27 de diciembre de 2008 y el 18 de enero de 2009".